# مارئتا کوچاریان
مارئتا گئورگی کوچاریان (ارمنی: Մարետա Գևորգի Քոչարյան؛ انگلیسی: Mareta Kocharyan؛ ۳ ژانویهٔ ۱۹۵۱) یک بازیگر اهل ارمنستان است. وی از سال میلادی تاکنون مشغول فعالیت بوده‌است.

## زندگی‌نامه
وی در ۳ ژانویه ۱۹۵۱ در آیگزارد به دنیا آمد و از |تئاتر دولتی آمو خارازیان آرتاشات فارغ‌التحصیل شد. وی در تئاتر درامتیک دولتی لوون کالانتار گاوار () و تئاتر دولتی کاپان (۱۹۷۶) فعالیت کرده است. 

## گزیده فیلمشناسی
| نقش               | نقش به ارمنی       | نویسنده             | عنوان          | عنوان به ارمنی       |
| ----------------- | ------------------ | ------------------- | -------------- | -------------------- |
| دورین             | Դորինա             | مولیر               | تارتوف         | Տարտյուֆ             |
| روزالیا           | Ռոզալիա            | آلکساندر شیروانزاده | برای شرف       | Պատվի համար          |
| جاواهیر           | Ջավահիր            | آلکساندر شیروانزاده | روح شیطان      | Չար ոգի              |
| هریپسیمه سیرولیان | Հռիփսիմե Սիրվելյան | آلکساندر شیروانزاده | یوگینه         | Եվգինե               |
| آروس              | Արուս              | هراند ماتئوسیان     | آفتاب پاییزی   | Աշնան արև            |
| بتی               | Բետի               | رایمونداس کاشائوکاس | خانه رویایی    | Երազանքների տունը    |
| آستغیک            | Աստղիկ             | لوون موتافیان       | خاطره قهوه‌خانه | Սրճարան Հիշողություն |

## یادداشت
1. ↑  Kapan State Theatre
2. ↑  Ռ. Կաշաուսկաս